# Pompu
Pompu é uma comuna italiana da região da Sardenha, província de Oristano, com cerca de 303 habitantes. Estende-se por uma área de 5 km², tendo uma densidade populacional de 61 hab/km². Faz fronteira com Curcuris, Masullas, Morgongiori, Simala, Siris.